# Лучшему тренеру (хоккейный приз)
Лучшему тренеру — хоккейный приз, который ежегодно вручается лучшему главному тренеру клуба Континентальной хоккейной лиги. Победителя награды определяет КХЛ, приз вручается на официальной церемонии закрытия сезона.
Награда была учреждена в 2001 году Федерацией хоккея России и Профессиональной хоккейной лигой. Лауреат определялся тренерским советом ФХР. С сезона 2008/09 лучшего тренера определяет КХЛ.

## Все обладатели
Обладателями трофея становились 15 тренеров, четверо из них получали награду более одного раза. Рекордсменом является Олег Знарок, который получал приз четыре раза. Трижды лучшим становился Зинэтула Билялетдинова, по два раза — Валерий Белоусов и Сергей Михалёв.
Лучшими тренерами признавались десять российских специалистов и четыре иностранных (чехи Владимир Вуйтек, Милош Ржига, канадцы Майк Кинэн и Боб Хартли).
| Сезон     | Тренер                    | Клуб                        |
| --------- | ------------------------- | --------------------------- |
| 2024/2025 | Игорь Никитин             | «Локомотив» Ярославль       |
| 2023/2024 | Андрей Разин              | «Металлург» Магнитогорск    |
| 2022/2023 | Сергей Фёдоров            | ЦСКА Москва                 |
| 2021/2022 | Сергей Фёдоров            | ЦСКА Москва                 |
| 2020/2021 | Боб Хартли                | «Авангард» Омск             |
| 2019/2020 | Не вручался               | Не вручался                 |
| 2018/2019 | Игорь Никитин             | ЦСКА Москва                 |
| 2017/2018 | Зинэтула Билялетдинов [3] | «Ак Барс» Казань            |
| 2016/2017 | Олег Знарок [4]           | СКА Санкт-Петербург         |
| 2015/2016 | Дмитрий Квартальнов       | ЦСКА Москва                 |
| 2014/2015 | Вячеслав Быков            | СКА Санкт-Петербург         |
| 2013/2014 | Майк Кинэн                | «Металлург» Магнитогорск    |
| 2012/2013 | Олег Знарок [3]           | «Динамо» Москва             |
| 2011/2012 | Олег Знарок [2]           | «Динамо» Москва             |
| 2010/2011 | Милош Ржига               | «Атлант» Московская область |
| 2009/2010 | Олег Знарок               | ХК МВД Московская область   |
| 2008/2009 | Зинэтула Билялетдинов [2] | «Ак Барс» Казань            |
| 2007/2008 | Сергей Михалёв [2]        | «Салават Юлаев» Уфа         |
| 2006/2007 | Фёдор Канарейкин          | «Металлург» Магнитогорск    |
| 2005/2006 | Зинэтула Билялетдинов     | «Ак Барс» Казань            |
| 2004/2005 | Владимир Крикунов         | «Динамо» Москва             |
| 2003/2004 | Валерий Белоусов [2]      | «Авангард» Омск             |
| 2002/2003 | Сергей Михалёв            | «Северсталь» Череповец      |
| 2001/2002 | Владимир Вуйтек           | «Локомотив» Ярославль       |
| 2000/2001 | Валерий Белоусов          | «Металлург» Магнитогорск    |

Примечание:
- в квадратных скобках указано, в какой раз тренер получал приз (для тех, кто выигрывал награду более одного раза).
- сезон 2019/20 был завершён досрочно из-за пандемии коронавируса, приз не вручался[14][15].